# Ivan Anton Apostel
Ivan Anton Apostel (latinsko Joannes Antonius Apostl), slovenski kapucin in leksikograf, * 6. junij 1711, Maribor, † 8. november 1784, Celje. 

## Življenje in delo
Apostel je bil sin mariborskega meščana Jurija Tomaža in njegove žene Ane Marije (rojena Šohermajr ali Šahermajer). Postal je leta 1730 kapucin z imenom pater Bernard in živel kot pridigar in lektor v raznih samostanih »štajerske province«. Po zgledu drugih redovnikov na Kranjskem in Koroškem, ki so vneto ustvarjali slovarje je tudi sam leta 1760 na podlagi Megiserjevega slovarja sestavil obsežen rokopisni Dictionarium germanico-slavonicum, pri katerem je bilo v slovenski slovar prvič v večjem obsegu sprejeto tudi zahodno štajersko besedje.
Po njem se imenuje ulica v Mariboru.